# Шмалленберг
Шмалленберг (нім. Schmallenberg) — місто в Німеччині, знаходиться в землі Північний Рейн-Вестфалія. Підпорядковується адміністративному округу Арнсберг. Входить до складу району Гохзауерланд.
Площа — 303,00 км². Населення становить 24 806 ос. (станом на 31 грудня 2020).

## Географія

### Адміністративний поділ
Місто  складається з 83 районів:
| - Шмалленберг - Альмерт - Альтенгоф - Альтенільпе - Арпе - Бад-Фредебург - Берггаузен - Берггоф - Бедефельд - Брабекке - Брахт - Дорлар - Дорнгайм - Еббінггоф - Фельбекке - Флеккенберг - Феккінггаузен - Геллінггаузен - Глайдорф - Графшафт - Гріммінггаузен - Ганкследен - Гарбекке - Геббекке - Гаймінггаузен - Гершеде - Гіге - Гоер-Кнохен - Гольтгаузен - Гундезоссен - Гуксель - Індерленне - Ягдгаус - Кеппель - Кірхільпе - Кірхрарбах - Кюккельгайм - Ланденбеккербрух - Ланферт - Латроп - Ленгенбек - Ленне | - Майлар - Менкгаузен - Міттельзорпе - Менекінд - Нессельбах - Нідерберндорф - Нідергеннеборн - Нідерзорпе - Нірентроп - Норденау - Оберберндорф - Обергеннеборн - Оберкірхен - Оберрарбах - Оберзорпе - Обрінггаузен - Оленбах - Остервальд - Резіпен - Релльмекке - Рімберг - Ротбуш - Шанце - Зелькентроп - Зеллінггаузен - Зелльмекке - Зільберг - Зегтроп - Зондергоф - Штермекке - Твісмекке - Форвальд - Вайдманнсру - Вальбекке - Вернтроп - Верпе - Вестернбедефельд - Вестфельд - Вінкгаузен - Вормбах - Вульвезорт |